# Імре Варга
Імре Варга (угор. Varga Imre; 1 листопада 1923, Шіофок) —9 грудня 2019, Будапешт), угорський) скульптор, художник, дизайнер та графік.

## Біографія
Імре Варга отримав освіту в Будапештській військовій академії і у Другу світову війну служив офіцером у військовій авіації. У 1945 році Варга повернувся з полону на батьківщину і присвятив себе образотворчому мистецтву. У 1950—1956 роках Варга навчався в Угорській академії образотворчих мистецтв в Будапешті.
Імре Варга переважно відомий своїми різноманітними скульптурними роботами. Серед них — скульптурні портрети Ференца Ракоці, Міхая Карої, Ференца Ліста, пам'ятник жертвам Голокосту в Будапешті. В СРСР Імре Варга став відомий у 1980 році після скандальної публікації на обкладинці журналу «Иностранная литература» фотографії немислимого в той час за своїм задумом пам'ятника В . І. Леніну роботи Імре Варги, де вождь світового пролетаріату зображений маленьким дідком в кепці, відвернувшись від величезного прапора з власним портретом і йдуть вниз по сходах. Роботи Імре Варги представлені в дев'яти країнах світу. У Будапешті працює музей Імре Варги.

## Галерея

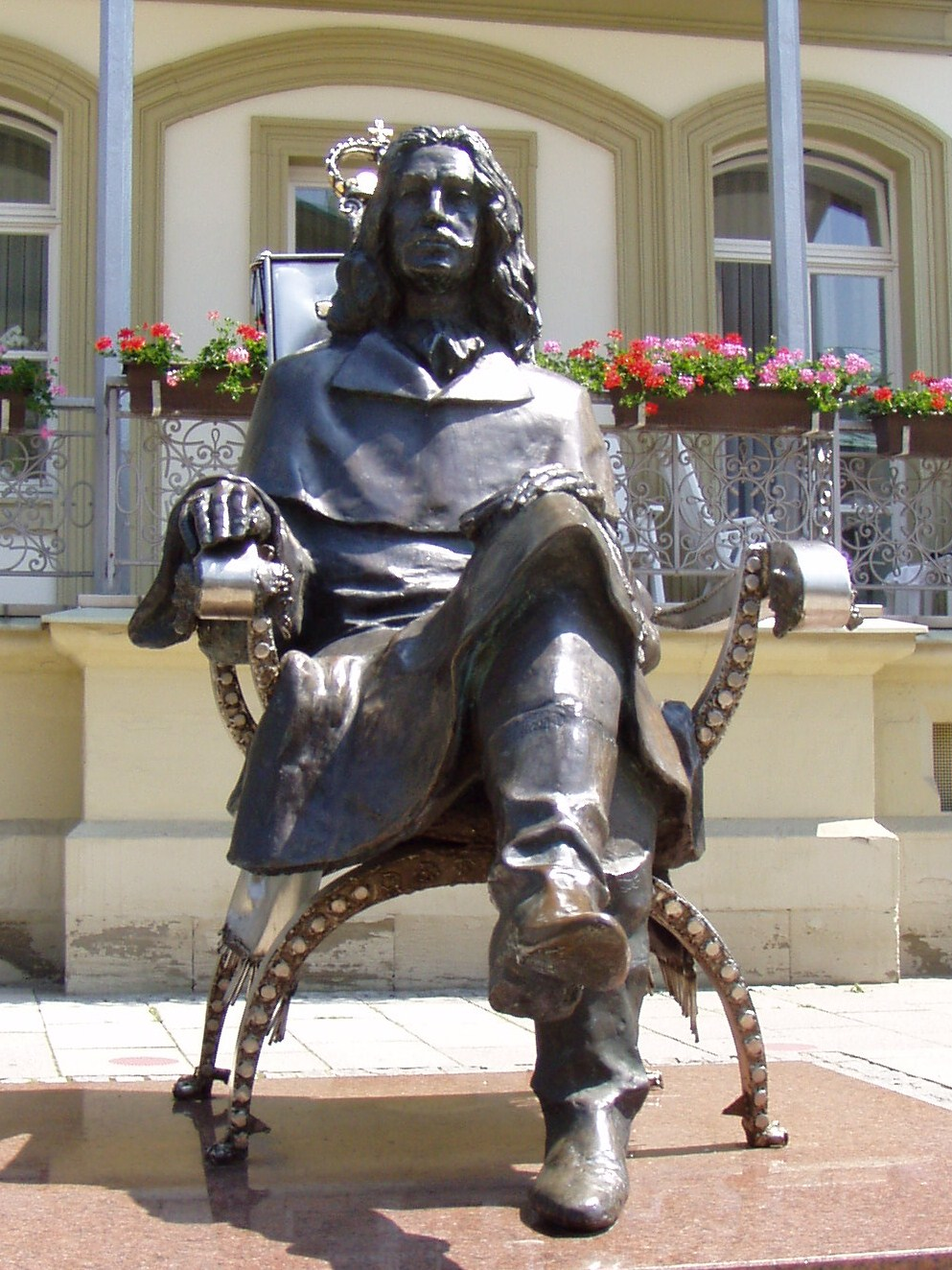
Пам'ятник Ференцу Ракоці в Бад-Кіссінгені
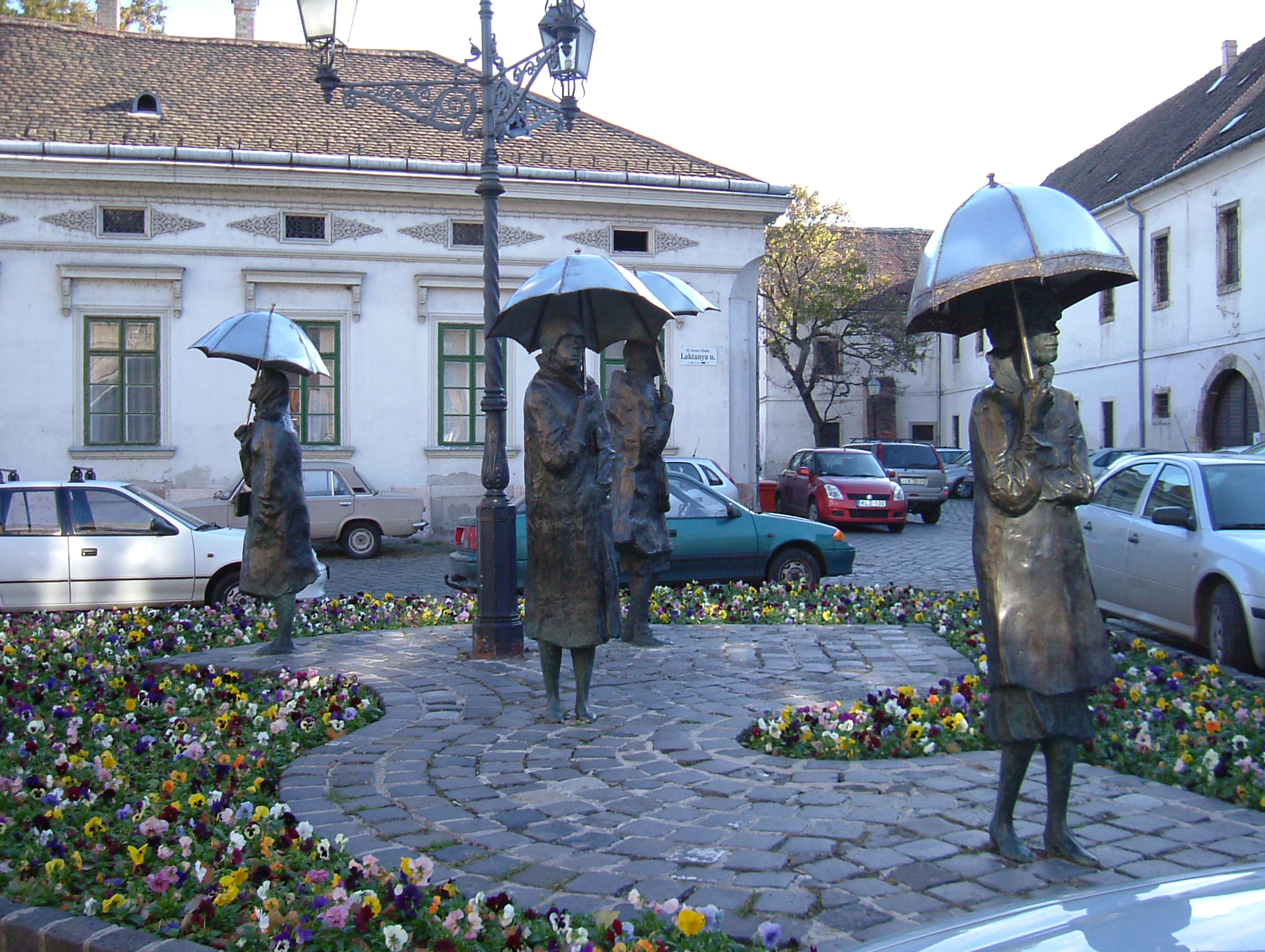
«Прогулюються під дощем» в Обуді неподалік від музею Імре Варги
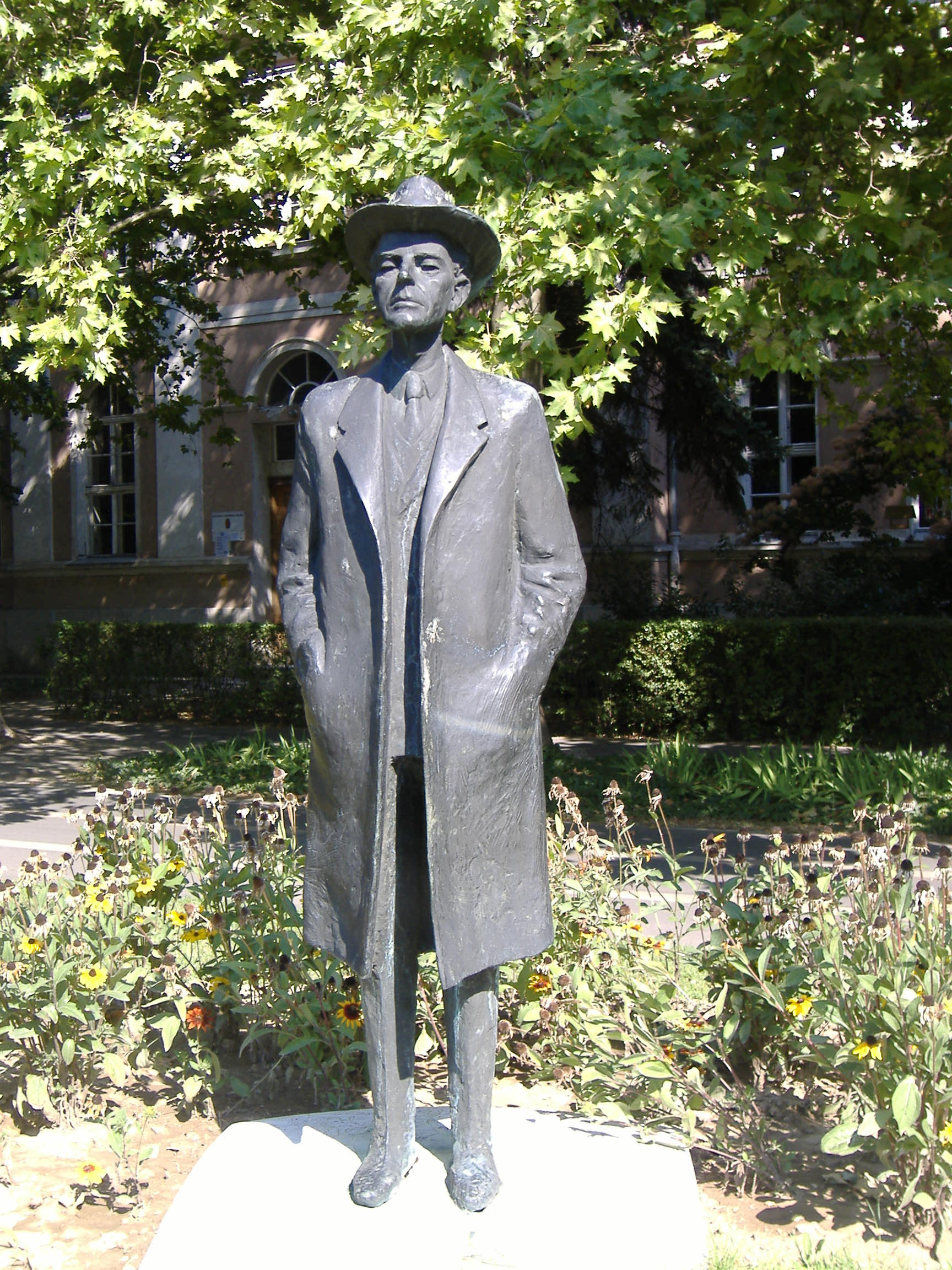
Пам'ятник Белі Бартоку в Мако
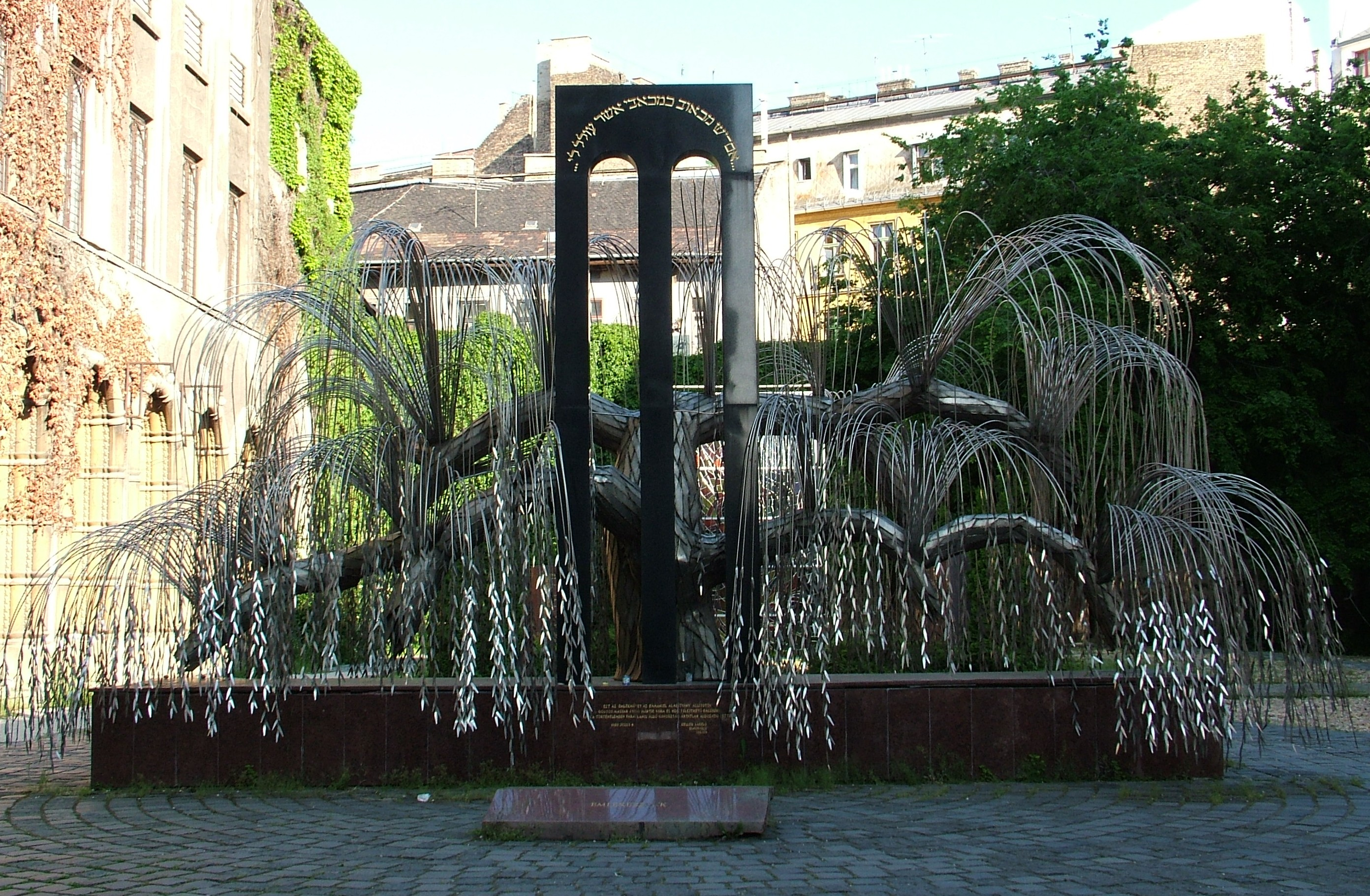
Пам'ятник жертвам голокосту в Будапешті